# Pristomerus stimulator
Pristomerus stimulator är en stekelart som först beskrevs av Günther Enderlein 1921.  Pristomerus stimulator ingår i släktet Pristomerus och familjen brokparasitsteklar. Inga underarter finns listade i Catalogue of Life.